# Granado Espada
Granado Espada  (coreano: 그라나도 에스파다), Granado Espada Era conocido como Sword of the New World en la versión Norteamericana, es un MMORPG coreano de fantasía desarrollado por IMC Gamers Co Ltd, y se publica actualmente en América y Europa por la red K2. Este muy esperado título fue lanzado en el verano de 2007. El año 2006 Granado Espada ganó en Corea el premio a los Mejores Gráficos de juegos del año, y tiene muchas características nuevas nunca vistas anteriormente en un MMORPG, como la capacidad de controlar múltiples personajes al mismo tiempo (El sistema MCC). Granado Espada también tiene un estilo muy diferente de ambientación basada en el barroco de Europa, un mundo de fantasía de "espadas y brujería".
La primera versión de prueba Open Beta en inglés del juego comenzó el 17 de mayo de 2007. K2 Network anunció en enero del 2007 que se llevaría Granado Espada a América del Norte y los mercados europeos en el verano de 2007 con el título "Sword of the New World". El juego originalmente pensaba lanzarse en un modelo pay-to-play. El 21 de agosto de 2007, Sword of the New World se volvió free-to-play. 
El 10 de agosto de 2007, IAHGames que posee la licencia del juego en Singapur, Malasia, Filipinas y Vietnam, anunció su plan de negocios para Granado Espada. Posteriormente se informó a los jugadores que, el 30 de agosto de 2007, se convertiría en un juego pagado. IAHGames dio a los jugadores un período de 90 días de prueba gratuita si sus personajes eran igual o mayor a Nivel 20 logrados en el periodo de pruebas. Los jugadores nuevos tenían gratis un período de cinco días para probar el juego, después de esos días estaban obligados a pagar por jugar. El 5 de diciembre de 2007, IAHGames cambió también su sistema a free-to-play.

## Características del Juego

### MCC, Control Múltiple de Personajes
Granado Espada se distingue de muchos MMORPGs modernos debido al sistema de control múltiple de personajes. En vez de jugar con un solo pj a la vez, se juega con varios personajes los jugadores pueden controlar una party de hasta tres personajes a la vez que lo hacen similar a un gameplay de un juego de estrategia en tiempo real. Hasta tres personajes se pueden seleccionar para ser parte del equipo en los cuarteles. Cualquier miembro del party puede ser seleccionado para ser parte de un equipo, sin importar diferencias en niveles o clases.

### Mapas y Quests
Los Dungeons en Granado Espada se entremezclan entre las ciudades y se componen generalmente de tres niveles sucesivamente más difíciles. Hay Warp points o y Save Warps que los personajes del jugador pueden teleportarse mediante dinero o un Warp Scroll para ahorrar muchos viajes y caminatas largas. El nivel final de cada Dungeon termina en una misión para un solo jugador, o una sala en la cual una multitud de pjs pueden desafiar al Raid Boss. Las misiones son casos, en donde los jugadores consiguen sus propios acceso a un mapa específico, así puede haber varios jugadores que procuran matar a un Raid Boss en un Dungeon dentro de sus propias misiones, sin interferir entre ellos.
El viajar a diversas áreas es extremadamente conveniente pues se permite a los jugadores llegar por cualquier waypoint aun cuando que nunca han visitado el lugar. Así un nuevo jugador podría visitar la mayor parte de las ciudades rápidamente y no tiene que hacer viajes de exploración para llegar a una ciudad nueva. 
Las Quest son una parte integral de Granado Espada, sirven para proporcionar algunas recompensas tales como algo de Vis (el dinero del juego), Cartas de Experiencia, Experiencia de Familia, Equipo único o Cartas de UPC. Varios NPC que se encuentran en ciudades y en algunas localizaciones dentro de Dungeons pueden dar algunas quest. Las Quest de Dungeons parecen intimidantes al principio ya por ejemplo requieren al jugador matar 250 de cierto mob, pero es absolutamente fácil hacerlo con el modo "Defend Mode" y el tremendo spawn rate del juego.

### Combatir en duelo y equipos PvP
Hay un sistema de duelos en el cual un jugador pueda "invitar" a un duel a un equipo de otro jugador y combatir en una arena, un mapa especial para las batallas.
También existe las batallas entre familias y clanes.

## Personajes

### UPC
Un apartado único de GE es crear UPC (Unique Player Character). Ciertos NPC en ciudades se pueden "reclutar" para tu familia, siendo personajes totalmente editables (en habilidad y el nombre, ya que mantienen el mismo modelo). Algunos son claramente de relleno, mientras otros UPC son absolutamente más poderosos que pjs normales, por lo que es clave tenerlos. Para tener un UPC se hace una quest que te la da el propio NPC, cuando la cumples te da su carta y con esta creas el UPC como un Pj normal. Solo que se puede crear una sola vez, la carta desaparece tras eso y la quest se puede hacer una sola vez por Familia.
```
Algunos de los UPC'S que puedes adquirir en el juego, ordenados por ciudad y nivel en el que inicia el personaje al crear su carta
```

Reboldeaux
```
  1. Reboldeaux Soldier - lvl 1
  2. Ramiro - lvl 16
  3. Jack Shirley - lvl 16
  4. Angie Shirley - lvl 20 
  5. Yeganeh / Diego - lvl 24
  6. Idge Imbrulia - lvl 40
  7. Brunie Etienne - lvl 40
  8. Panfilo de Narvaez - lvl 40
  9. Najib Sharif - lvl 44
 10. Claude Baudez - lvl 56
 11. Andre Janzur - lvl 56
```

Port of Coimbra
```
  1. Coimbran Trooper - lvl 16
  2. Soho - lvl 20
  3. Lisa Lynway - lvl 24
  4. Emilia Giannino - lvl 24
  5. Grace Bernelli - lvl 32
  6. Adelina Esperanza - lvl 36
  7. Gracielo - lvl 40
  8. M'Boma - lvl 44
  9. Alejandro - lvl 44
 10. José Cortasar - lvl 48
 11. Irawain - lvl 1 
 12. Calypso / Calyce - lvl 1 
```

City of Auch
```
  1. Tiburón - lvl 16
  2. Auch Infantry - lvl 16
  3. Gertrude Peterson / Jean-Pierre Gascon - lvl 40
  4. Lorch Feurholden - lvl 52
  5. Mia Karjalain - lvl 56
  6. García Gygax / Gavin Jameson - lvl 60
  7. Vincent Rio - lvl 1 
  8. Baek Ho - lvl 1
  9. Claire - lvl 1 
 10. Hellena- lvl 1 
```

Gigante Island
```
  1. Soso / Feng Ling - lvl 1 (Promo UPC)
```

El Tejado Verde
```
  1. 
Viki
 - lvl 16
```

Dr. Torsche's Mansion
```
  1. Catherine the Summoner - lvl 1
  2. Catherine of STR - lvl 1
  3. Catherine of DEX - lvl 1
  4. Catherine of INT - lvl 1
```

Ustiur Base Camp
```
  1. Rescue Knight - lvl 52
  2. Grenmah / Grandice - lvl 60
  3. Romina - lvl 60
```

Los Toldos (Baron City)
```
  1. Kurt Lyndon and Eduardo Gygax - lvl 60 
```

Promo UPC's (solo en ocasiones especiales aparecerán...)
```
  1. Emilia the Sage
  2. Soho the Fighter / The Wind
  3. Battlesmith Idge
  4. Iron Chef Panfilo
  5. Captain Adelina / Adelina The Pirate
```

Errac (version 3.0)
```
  1. Nar - lvl 60 
  2. Ania - lvl 60 
```

otros :
```
  1. Selva Norte - lvl 60
```

### Sistema de cuarteles
Los personajes se generan y se mantienen dentro de un sistema de cuarteles o barracas. Los cuarteles permiten que los jugadores organicen a sus equipos y sirve de lugar de creación para nuevos personajes. Cada sistema de personajes se crea bajo un nombre de familia que cada personaje lleve como apellido.

### Las Facciones (Clanes)
Una familia puede crear una facción, al crear una facción la familia entera estará en aquella facción incluyendo los Pjs que se crearán a partir de ahora. Las facciones pueden participar en las Guerras de Facciones. Una facción puede unirse al Bando Realista o al Bando Republicano en la guerra. Las facciones pueden también tener guerra una contra la otra. Una característica especial es que las facciones pueden ocupar mapas vía el encargado de la colonia.

### Las Clases
Al principio solo se pueden crear 5 tipos de clases de personajes.
- Fighter - La clase melee clásica, el Fighter tiene la mayoría de las Stances de cualquier clase. Pueden utilizar la gama más amplia de armas, y pueden manejar una pistola y una espada en una postura de alto nivel. Es la clase "tanque".
- Wizard - Clase mágica que utiliza una amplia gama de habilidades, incluyendo magias de invisibilidad y levitación así magia ofensiva Y defensiva, con ataques de área (AOE), son principalmente debuffers.
- Musketeer - Clase que confía en los rifles, pistolas y armas de fuego en general. Son la clase que causa más daño en ataques 1vs1, de largo rango, pero la más cara de mantener y algo limitada en AOE.
- Scout - Clase sanadora que puede también Buffear otros miembros del party y resucitar personajes muertos. Pueden manejar los cuchillos y conseguir velocidad de ataque bastante buena y golpes críticos.
- Elementalist (Warlock en versiones originales) - Clase nuker, full-ataque de gran alcance pero lento y débil en defensa que se especializa principalmente en skills AOE.

### Stances y Habilidades
Cada clase puede utilizar una variedad de armas y de equipo, que es limitado por el nivel. Las armas particulares o las combinaciones de armas únicas requieren una Stance, y con cada Stance viene un sistema de habilidades. Los libros para aprender Stances de alto nivel se pueden comprar al StanceBook. Cuanto más alto es el nivel de la Stance, más habilidades pueden ser aprendidas, y así se pueden utilizar puntos de skills para mejorar cada habilidad. Los fighters tienen un sistema particularmente variado de Stances que emplean una amplia gama de armas tales como espadas, lanzas, sables, esgrima e incluso pistolas.

## Música
Muchas de las músicas del juego las compone SoundTeMP, SFA, Kim Junsung, y Kubota Osamu. Otras fueron aportadas por DJ Tiësto. El estilo musical es una combinación de música electrónica, tecno y trance moderno, por otro lado también hay música clásica y barroca.
También se encuentran grupos de música Folk metal como Otyg.

## Reacción Crítica
Ha habido reacciones críticas en Estados Unidos tanto positivas como negativas. IGN's GameStats da una puntuación media de 6,8 al juego, que es también la puntuación media que dan a los juegos. Game Rankings dio al juego una puntuación de 70%. Gamespot dio una calificación de 4,0 (de 10,0) citando que "las misiones son tediosas y recompensan mal".
Por otro lado X Play en el G4 le dio una puntuación 4 de 5; Adam Sessler quedó complacido del juego, y señaló que de entre todos los MMORPG gratuitos, este es un juego de gran valor, que dice que fue refrescante tener un mundo que no sea el típico de fantasía, y citando la originalidad del modo MCC. La revista PC Gamer, sin embargo, dio al juego un 90% sobre 100% de calificación, diciendo que "ofreció una nueva sensación a través de pequeñas mejoras y una sustancial innovación" en comparación con otros MMO coreanos. 

## Curiosidades
- "Granado Espada" viene de los nombres de los dos exploradores que descubrieron el "Nuevo Mundo". Ferruccio Espada y Gilberto Granado.
- Cuando Idge Imbrulia, la primera herrera que se encuentran en el juego, da a la familia del jugador la primera Plate Mail Armor y les dice a ellos que lleva su marca personal. Esto es en referencia a una escena de la película A Knight's Tale. Curiosamente la marca tiene una extraña semejanza con el logotipo de Nike. (Unido al aspecto "Skater" de Idge).
- Hay una posible referencia al juego Counter-Strike. Al final de una de las primeras misiones, el NPC que asignó la búsqueda, Sir Lyndon, anuncia: "Counter-Terrorists Win!"
- También hay un guiño a los Cazafantasmas en el juego. Antes de dar una Quest, un NPC utiliza la frase "ain't afraid of no ghosts".
- Otro guiño existente, es a la saga Street Fighter. Unas "poses" del juego se basan en el popular Hadouken y Shoryuken.
- El apodo de "Granado Espada" en Corea es un "juego de vestirse" esto se debe en parte al hecho de que en cada parche de actualización del juego principalmente introduce nuevos trajes para los personajes del juego.
- La ropa que viste la pirata Adelina Esperanza es bastante parecida (en su versión femenina), a la que usa el popular pirata Jack Sparrow.
- Las Stances de combate "Roof-Guard", "Plow-Guard" y "Tail-Guard" utilizadas por la clase Fighter en el juego se basan en tres estilos de combates reales alemanes de la época medieval y renacentista de la escuela de esgrima. Las poses de guardia que se muestran en el juego son similares a las utilizadas por las Espadas Largas.
- Todos los nombres de los servidores de sGE vienen de nombres como Miguel de Cervantes, Agostino Carracci, Michelangelo Merisi da Caravaggio, Antonio Lucio Vivaldi, Johann Pachelbel.
- Cuando Gracielo visita la tumba del hermano fallecido de Camille en Auch, Fritz le espera allí. Él siente su tristeza y le dice "El miedo es el camino al lado oscuro. El miedo conduce a la ira. Ira conduce al odio. Odio conduce al sufrimiento" y lo invita a venir a la luz. Esta es una referencia a Yoda y Anakin Skywalker de Star Wars, representando los papeles debido a la edad y la sabiduría de Fritz y la temeridad de Gracielo. Más tarde, en una parte de la misma cadena, Fritz vuelve a referenciar a Yoda diciendo "hazlo, o no lo hagas... pero no lo intentes".